# James Acheson
James Acheson (Leicester, Regne Unit 1946) és un dissenyador de roba anglès de televisió i pel·lícules, guanyador de tres premis Oscar.

## Biografia
Va néixer el 13 de març de 1946 a la ciutat de Leicester, població situada a la regió de Leicestershire (Anglaterra). Va estudiar al Royal Grammar School de Colchester i al Wimbledon School of Art de Londres, rebent grans influències del dissenyador italià Piero Tosi.

## Carrera artística
Inicià la seva carrera a la televisió per la BBC, on dissenyà el vestuari de la producció televisiva Doctor Who, durant l'era del tercer i quart doctor, creant l'estètica del quart doctor interpretat per Tom Baker. Així mateix participà en diverses produccions com The Mutants (1972), The Time Monster (1972), Carnival of Monsters (1973), Terror of the Zygons (1975), The Masque of Mandragora (1976), The Prince and the Pauper (1976) i The Deadly Assassin (1976).
Al llarg de la seva carrera ha participat en pel·lícules dirigides per Terry Gilliam com Els herois del temps (1981) i Brazil (1983); Terry Jones com Monty Python's The Meaning of Life (1983) i El vent als salzes (1996); Bernardo Bertolucci com L'últim emperador (1987), The Sheltering Sky (1990) i El petit buda (1993); Randall Wallace com L'home de la màscara de ferro (1998); Kenneth Branagh com Frankenstein de Mary Shelley (1994); Sam Raimi com Spider-Man (2002) i Spider-Man 2 (2004).

## Premis i nominacions

### Premis Oscar
| Any  | Categoria                | Pel·lícula              | Resultat  |
| ---- | ------------------------ | ----------------------- | --------- |
| 1987 | Oscar al millor vestuari | L'últim emperador       | Guanyador |
| 1988 | Oscar al millor vestuari | Les amistats perilloses | Guanyador |
| 1995 | Oscar al millor vestuari | Restauració             | Guanyador |

### Premi BAFTA
| Any  | Categoria       | Pel·lícula              | Resultat  |
| ---- | --------------- | ----------------------- | --------- |
| 1987 | Millor vestuari | L'últim emperador       | Guanyador |
| 1988 | Millor vestuari | Les amistats perilloses | Nominat   |
| 1995 | Millor vestuari | Restauració             | Nominat   |

### Premi del Sindicat de dissenyadors de vestuari
| Any  | Categoria          | Pel·lícula                    | Resultat  |
| ---- | ------------------ | ----------------------------- | --------- |
| 1999 | Millor vestuari    | L'home de la màscara de ferro | Nominat   |
| 2004 | Premi a la carrera | Premi a la carrera            | Guanyador |

### Premis David di Donatello
| Any  | Categoria       | Pel·lícula                                   | Resultat  |
| ---- | --------------- | -------------------------------------------- | --------- |
| 1988 | Millor vestuari | L'últim emperador juntament amb Ugo Pericoli | Guanyador |